# Gracilinitocris gracilenta
Gracilinitocris gracilenta är en skalbaggsart som först beskrevs av Hermann Julius Kolbe 1893.  Gracilinitocris gracilenta ingår i släktet Gracilinitocris och familjen långhorningar. Inga underarter finns listade i Catalogue of Life.